# Hector Malot
Hector-Henri Malot (20. května 1830 La Bouille – 17. července 1907 Fontenay-sous-Bois) byl francouzský spisovatel. Jeho nejslavnějším dílem je román Sans famille z roku 1878 (v češtině vyšel jako Bez domova a Opuštěný), pojednávající o sirotkovi jménem Remi, který vandruje po Francii spolu s potulným muzikantem. V roce 1893 bylo vydáno volné pokračování En Famille. Psal též divadelní kritiky pro Lloyd Francais a literární kritiky pro L'Opinion Nationale.